# Zuienkerke
Zuienkerke, parfois appelé Zuyenkerque en français, est une commune néerlandophone de Belgique située en Région flamande dans la province de Flandre-Occidentale.

## Géographie

### Sections de la commune
La commune est composée des quatre anciennes communes suivantes :
| # | Section           | Superf. (km2) | Habitants (2020) | Habitants par km2 | Code INS |
| - | ----------------- | ------------- | ---------------- | ----------------- | -------- |
| 1 | Zuienkerke (I)    | 15,80         | 1 432            | 91                | 31042A   |
| 2 | Meetkerke (III)   | 9,29          | 441              | 47                | 31042B   |
| 3 | Houtave (II)      | 16,41         | 415              | 25                | 31042C   |
| 4 | Nieuwmunster (IV) | 7,40          | 421              | 57                | 31042D   |

### Carte

Zuyenkerque, communes fusionnées et voisines. Les zones en jaune sont les surfaces bâties.

### Communes limitrophes
| - a. Lissewege (ville de Bruges) - b. Dudzele (ville de Bruges) - c. Bruges (ville de Bruges) - d. Varsenare (commune de Jabbeke) - e. Stalhille (commune de Jabbeke) - f. Vlissegem (commune du Coq) - g. Wenduine (commune du Coq) - h. Uitkerke (ville de Blankenberge) |

## Héraldique
|  | La commune possède des armoiries qui lui ont été octroyées le 25 février 1845 et à nouveau le 9 mai 1989. Elles sont dérivées des armoiries d’Uitkerke, car la région faisait historiquement partie du domaine d’Uitkerke. Pour les distinguer les bras des armoiries d'Uitkerke, une merlette a été ajoutée. Blasonnement : D'argent à une croix de sable, chargée de cinq coquilles Saint-Jacques d'or et accompagnée en 1 par une merlette de gueules.(Traduction libre) Source du blasonnement : Heraldy of the World. |

## Patrimoine
- Liste des monuments historiques de Zuienkerke

## Démographie

### Évolution démographique: Avant la fusion des communes
- Sources : INS, Rem. : 1831 jusqu'en 1970 = recensements, 1976 = nombre d'habitants au 31 décembre[3].

### Évolution démographique: Commune fusionnée
- Source: DGS , de 1831 à 1981=recensements population; à partir de 1990 = nombre d'habitants chaque 1 janvier[4]